# Luzein
Luzein (toponimo tedesco, in italiano Lucegno, desueto) è un comune svizzero di 1 596 abitanti del Canton Grigioni, nella regione Prettigovia/Davos.

## Storia

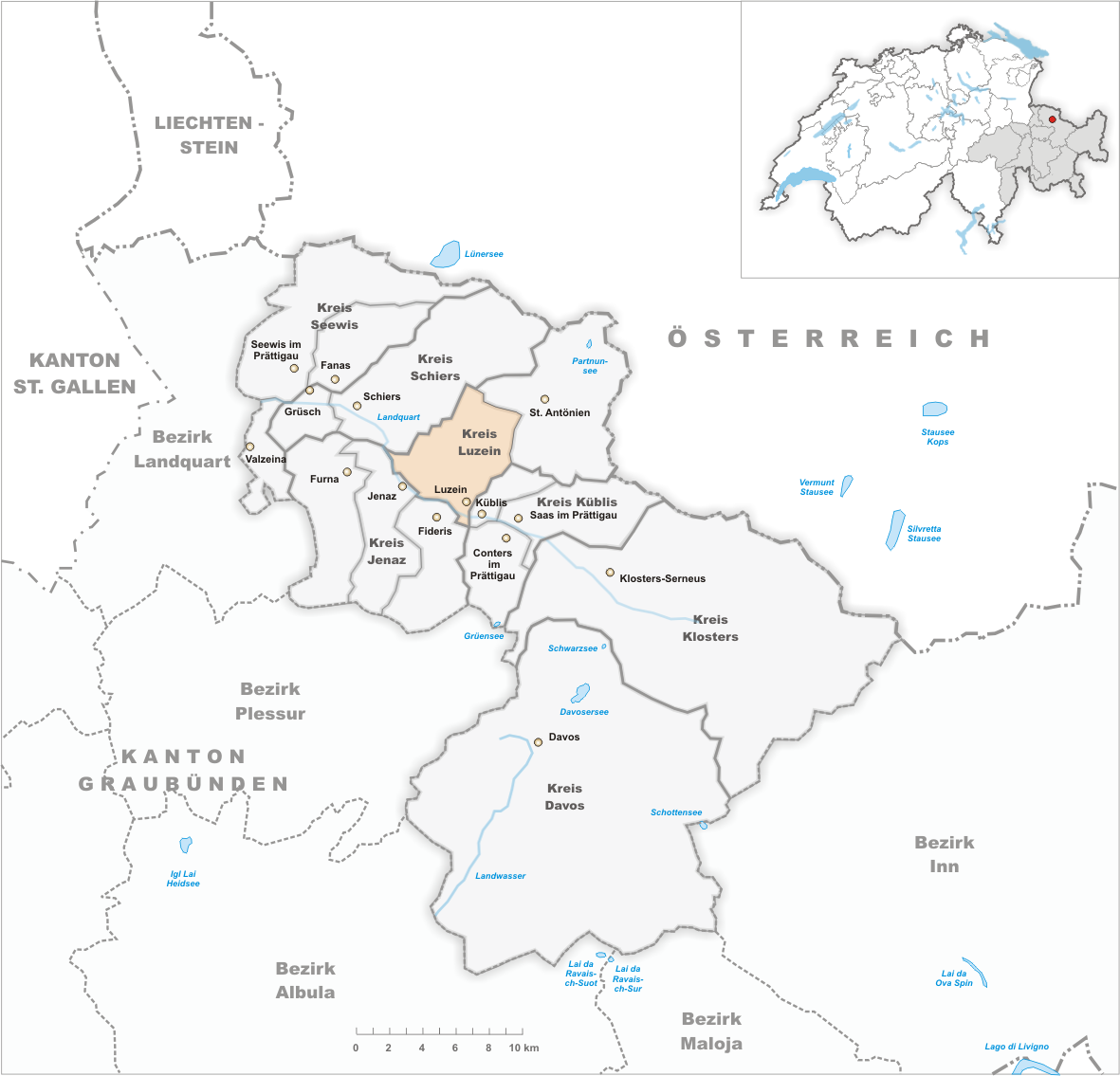
Il territorio del comune di Luzein prima degli accorpamenti comunali del 2016

Nel 1892 ha inglobato i comuni soppressi di Buchen, Pany e Putz e il 1° gennaio 2016 quello di Sankt Antönien, il quale a sua volta era stato istituito nel 1979 con la fusione dei comuni soppressi di Sankt Antönien Castels e Sankt Antönien Rüti e il 1° gennaio 2007 aveva inglobato il comune soppresso di Sankt Antönien Ascharina; la sede municipale è Pany.

## Monumenti e luoghi d'interesse
- Chiesa riformata di San Floriano, attestata dal 1222 e ricostruita nel 1487[3].

## Società

### Evoluzione demografica
L'evoluzione demografica è riportata nella seguente tabella (dal 1900 con Buchen, Pany e Putz):
Abitanti censiti

### Lingue e dialetti
Già paese di lingua romancia, è stato germanizzato nel XV-XVI secolo da coloni walser.

## Geografia antropica

### Frazioni
Le frazioni di Luzein sono:
- Buchen (o Buchen im Prättigau)
- Dalvazza
- Pany[9]
  - Gadenstätt[senza fonte]
  - Rosenberg
- Putz
- Sankt Antönien[10]
  - Sankt Antönien Ascharina (o Ascharina)[4]
    - Inner-Sankt Antönien Ascharina
    - Mittel-Sankt Antönien Ascharina
    - Usser-Sankt Antönien Ascharina

  - Sankt Antönien Castels (o Castels)
  - Sankt Antönien Platz (o Platz)
  - Sankt Antönien Rüti (o Rüti)
    - Gafien
    - Partnun